# ハンサム・ダン
ハンサム・ダン（Handsome Dan）は、イェール大学の運動部でマスコットを務めるブルドッグの名跡である。その地位は代々実物のブルドッグが務め、当代の「ハンサム・ダン」が死亡または引退することによって次代へと引き継がれている。人々や子供たちに寛大である性質に加えて、深紅色とトラ（いずれもイェール大学のライバル校であるハーバード大学及びプリンストン大学のシンボルである）に猛烈な敵意を示す能力が、新たな「ハンサム・ダン」の選定基準となっている
。ハンサム・ダンはアメリカ合衆国で初の生きた動物として大学のマスコットに選ばれた犬であり、同時に世界初の生きた動物としてのマスコットと推定されている。初代のハンサム・ダンは1889年にマスコットの任につき、以後2015年の時点に至るまで17頭のブルドッグがその地位を務めている。

## 経緯

### 「ハンサム・ダン」の登場
1880年代後期に、プリンストン大学とハーバード大学は、「トラ」と「オレンジマン」をそれぞれのフットボールクラブのマスコットとしてすでに採用していた。1889年に、イギリス人でイェール大学のフットボール部員だったアンドリュー・グレーヴスは、1頭のブルドッグがニューヘイブンの鍛冶屋の前に座っているのを見かけた。グレーヴスはそのブルドッグを50ドルで買いたいと申し出たが、鍛冶屋は「75ドル」と返答した。
グレーヴスと鍛冶屋は65ドルで話をつけ、ブルドッグはグレーヴスのものとなった。彼はブルドッグを身ぎれいにしてやり、「ハンサム・ダン」と命名した。すぐにハンサム・ダンはグレーヴスの後を追いかけて大学構内を歩きまわるようになり、スポーツの行事を含むさまざまな場面に顔を出した。イェール大学の学生たちは、早速ハンサム・ダンを大学のマスコットに採用することにした。
グレーヴスが卒業して故郷のイングランドに戻った後、ハンサム・ダンはグレーヴスの弟とともにイェール大学に残った。ハンサム・ダンは、当時の評論家によると「ワニとツノガエルが交わって生まれたとしか思えない」という奇怪な容貌だったが体つきは筋骨隆々でたくましく、アメリカ合衆国やカナダで開催されたドッグショーで少なくとも30回にわたって1位を獲得した。
ハンサム・ダンは普段人々や子供たちには寛大にふるまったが、深紅色の衣類や飾りを身に着けている人やトラ（これらはイェール大学のライバル校であるハーバード大学及びプリンストン大学のシンボルである）に猛烈な敵意を示した。ハンサム・ダンのこの振る舞いは、イェール大学のファンを大いに喜ばせていた。
ハンサム・ダンは1897年にかつての飼い主であるグレーヴスのもとに行くために大西洋を渡り、1898年に死亡した。その剥製は、イェール大学のペイン・ホイットニー・ジムナジウム(en)に保存され、一般公開されている。なお、飼い主のグレーヴスは1948年2月18日に結核で死去している。

### 歴代の「ハンサム・ダン」
ハンサム・ダン2世（在任1933年 - 1937年）
初代ハンサム・ダンの死から35年を経て、イェール大学の新入生からの寄付で新たな「ハンサム・ダン」が購入され、ダッキー・ポンドに託された。ハンサム・ダン2世は、1934年のイェール大学とハーバード大学のフットボール対抗試合の前にハーバードの学生によって「誘拐」された。イェール大学の学生は、ハンサム・ダン2世がハーバード大学の構内でジョン・ハーバード像のそばに座って幸せそうにものを食べている写真に驚いたという。ハンサム・ダン2世はジャンプの際に足を骨折して死に、その剥製はイェール大学ビジターセンターに保管されている。
ハンサム・ダン3世（在任1937年 - 1938年）
ハンサム・ダン3世は1937年にその座に就いた。ただしこの犬は情緒不安定で大観衆を怖がったため、引退せざるを得なかった。
ハンサム・ダン4世（在任1938年 - 1940年）
ハンサム・ダン4世は就任早々車の事故で背骨を傷め、後足以外は麻痺状態になっていた。ハンサム・ダン4世は1940年に死亡したが、その代役を務めた「ブル」という名の犬がその地位を引き継いで「ハンサム・ダン5世」となった。
ハンサム・ダン5世（在任1940年 - 1947年）
ブル（ハンサム・ダン5世）は、近くに住んでいた高校生ボブ・ディーの飼い犬であった。ハンサム・ダン5世は人前に出ることや群衆の称賛を好み、人々からも大いに愛された。ハンサム・ダン5世はロッカールーム周辺でおなじみの顔であり、イェール大学のチームと共にプリンストン大学への遠征に帯同した。ハンサム・ダン5世は1947年に老衰で死亡した。
ハンサム・ダン6世（在任1947年 - 1949年）
ハンサム・ダン6世は、先代から地位を引き継いだときまだ生後8週目であった。この犬はわずか2歳で死亡したが、その原因となったのはイェール大学対ハーバード大学の対抗試合で打ち上げられた花火を怖がったためという説と、同年にイェール大学がプリンストン大学とハーバード大学の両方に敗れたのを見てショックを受けたためという説がある。
ハンサム・ダン7世（在任1949年 - 1952年）
ハンサム・ダン7世は、3歳のときにフットボールコーチのハーマン・ヒックマン（en:Herman Hickman）に寄贈された犬である。しかしこの犬は短気な性質だったために「ハンサム・ダン」の座から降りてフロリダで不動産の番犬を務め、そちらのほうがはるかに適任であった。
ハンサム・ダン8世（在任1952年）
ハンサム・ダン8世は情緒不安定な性質で群衆の前に出るのを嫌い、わずか2つの試合に姿を見せただけでその座から降りた。
ハンサム・ダン9世（在任1953年 - 1959年）
ハンサム・ダン9世こと「ダニー」は1953年9月11日の生まれで、生後わずか6週目で「ハンサム・ダン」の座についた。この犬はイェール大学のボートハウスから水中に転落して、危うく溺れかけたことがあったという。ハンサム・ダン9世は1959年に死亡し、剖検の結果急性ネフローゼ症候群がその死因であった。
ハンサム・ダン10世（在任1959年 - 1969年）
ハンサム・ダン10世は本名を「ウッディー」（別名ブードニク）といった。体重は74ポンド（約33.57キログラム）あり、ケープコッドケンネルクラブ主催のドッグショーで優勝した経緯があった。ハンサム・ダン10世は1969年に老齢のためその座から降り、1971年に自然死した。
ハンサム・ダン11世（在任1969年 - 1974年）
本名は「オリヴァー」といい、イェール大学の学部長ジョン・ハーシーの飼い犬であった。ハンサム・ダン11世はサッカーを好んだが、試合中に居眠りする傾向があった。この犬は観光シーズン中に、マーサズ・ヴィニヤードで頻繁に目撃されていた。1974年、関節炎が原因で引退した。
ハンサム・ダン12世（在任1975年 - 1984年）
ハンサム・ダン12世は2015年の時点で、メス犬としては唯一「ハンサム・ダン」の座についた犬である。本名は「ビンゴ」といい、歴史学の教授ローリン・オスターワイスの飼い犬であった。飼い主はハンサム・ダン12世について「好戦的で頑固、しかし愛すべき性質」と評した。ハンサム・ダン12世は、イェール大学のチアリーダーに変装したプリンストン大学の学生4名によって誘拐された。4名は逃走中、ニューヨークのアパートに犬を隠した。学生たちは犬を所有者に返還し、この件についての記者会見を開催した。
ハンサム・ダン13世（在任1984年 - 1995年、1996年再任）
ハンサム・ダン13世は本名を「モーリス」といい、歴代の「ハンサム・ダン」の中で最も長くその任を務めた。1995年に後継者（ハンサム・ダン14世）にその地位を譲ったものの、14世が翌年死亡したために再度「ハンサム・ダン」として登場した。ハンサム・ダン13世は1989年にスポーツ・イラストレイテッドに登場した。この犬はイェール大学の試合のプログラムやパンフレット、クリスマスカードなどに載せる写真の被写体となって花輪やサンタクロース帽を身に着けたり、水泳の試合では水着を着用して登場したりした。イェール大学の応援では、応援歌に合わせて吠え声を披露した。ハンサム・ダン13世は普段は穏やかな性格であったが、ハーバード大学のマスコットのトラとブラウン大学のマスコットのクマには猛烈な敵意を示して攻撃することさえあった。ハンサム・ダン13世はこの種の犬としては長命な個体で、再度の引退後の1997年に死亡している。
ハンサム・ダン14世（在任1995年 - 1996年）
本名を「ウィザー」といい、イェール大学の卒業生でブルドッグのブリーダーを務めたボブ・ヘザーリントンから寄贈された犬である。この犬は興奮しやすい性格であり、心臓発作を起こして死亡した。
ハンサム・ダン15世（在任1996年 - 2005年）
ハンサム・ダン15世（ルイス）は先代の14世と同じくボブ・ヘザーリントンから寄贈された犬である。ハンサム・ダン15世は、2005年1月におそらく心臓発作が原因となって死亡した。

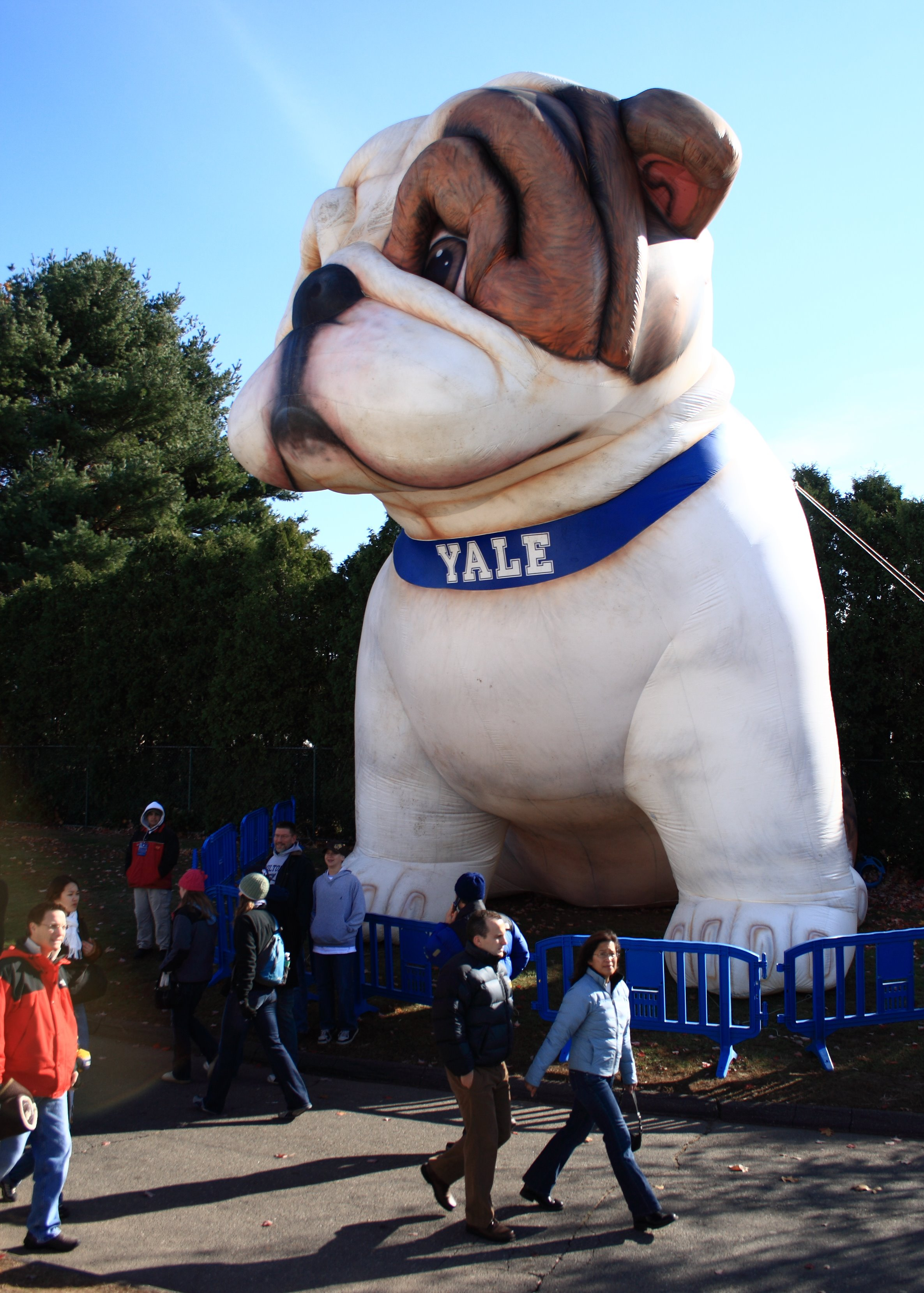
ハンサム・ダンのマスコット、2007年。

ハンサム・ダン16世（在任2005年 - 2006年）
ハンサム・ダン16世こと「マグジー」は、2005年4月26日にその地位についた。もともとはコネチカット州ハムデンの中学校教師が所有する犬で、体重69ポンド（約31.3キログラム）と大きな体躯をもち、性格は社交的でマーチングバンドの騒々しさに対処できる能力があり、「ハンサム・ダン」のオーディションではおもちゃのトラと深紅色に猛烈な敵意を示して選考委員5名の支持を得た。この犬は2005年のハーバード大学対イェール大学の試合中にハーバード大学の在校生によって拉致された。イェール大学側の警察は、数分後に犬を無事に救出した。ハンサム・ダン16世は2006年にその座を降りたが、その後も飼い主と共に長く暮らした。
ハンサム・ダン17世（在任2006年 - ）
本名は「シャーマン」といい、2006年の冬にハンサム・ダン17世となった。体重50ポンド（約22.68キログラム）のこの犬は精力的に活動し、ジョージ・H・W・ブッシュ元大統領やポール・マッカートニーとともに写真の被写体となった。慈善事業にも取り組み、すでに数千ドルを調達している。

### 大衆文化への影響
ファストカジュアルレストランチェーンのシェイク・シャックでは、コネチカット州ニューヘイブンに展開する店舗でハンサム・ダンにちなんで「ハンサム・ドッグ」というメニューを開始した。このメニューは、牛肉を使用したホットドッグにビールでマリネしたフライドオニオンと2種類のチーズをトッピングしたもので、後にシェイク・シャックの他の店舗でも販売されるようになった。
ファッションブランドのJ.PRESSは、1902年にニューヘイブンで誕生した。このブランドはイェール大学のキャンパス内で創業され、当初の顧客は大学教授や学生たちであった。やがてJ.PRESSのスーツはアイビーリーグの学生たちはもとより政財界の有力者たちにも愛用されるようになって、トラディショナルブランドとしての価値を確立した。イェール大学と縁の深いハンサム・ダンはJ.PRESSのアイコンとして使われ、ポロシャツやネクタイなどにそのマークが使用されている。
2000年から2007年までアメリカ合衆国で放送されていたテレビドラマ「ギルモア・ガールズ」は、コネチカット州を舞台としている
。このドラマではいくつかのエピソードで、ハンサム・ダンについて言及されている。